# Mercedes-Benz O 404
Mercedes-Benz O 404 var en turistbus fra Mercedes-Benz.
Modellen afløste O 303 i september 1992, og blev afløst af Travego (O 580) i 1999.
Den kunne fås med 10, 13 eller 15 sæderækker, og med dieselmotorer fra 150 kW (204 hk) til 280 kW (381 hk).
Alle motorer var som standard udstyret med en 6-trins manuel gearkasse, men kunne som ekstraudstyr fås med en 6-trins automatisk gearkasse.
I 1996 gennemgik modellen et facelift.